# De kanonnen van Bagdad

De ligging van België in Europa.

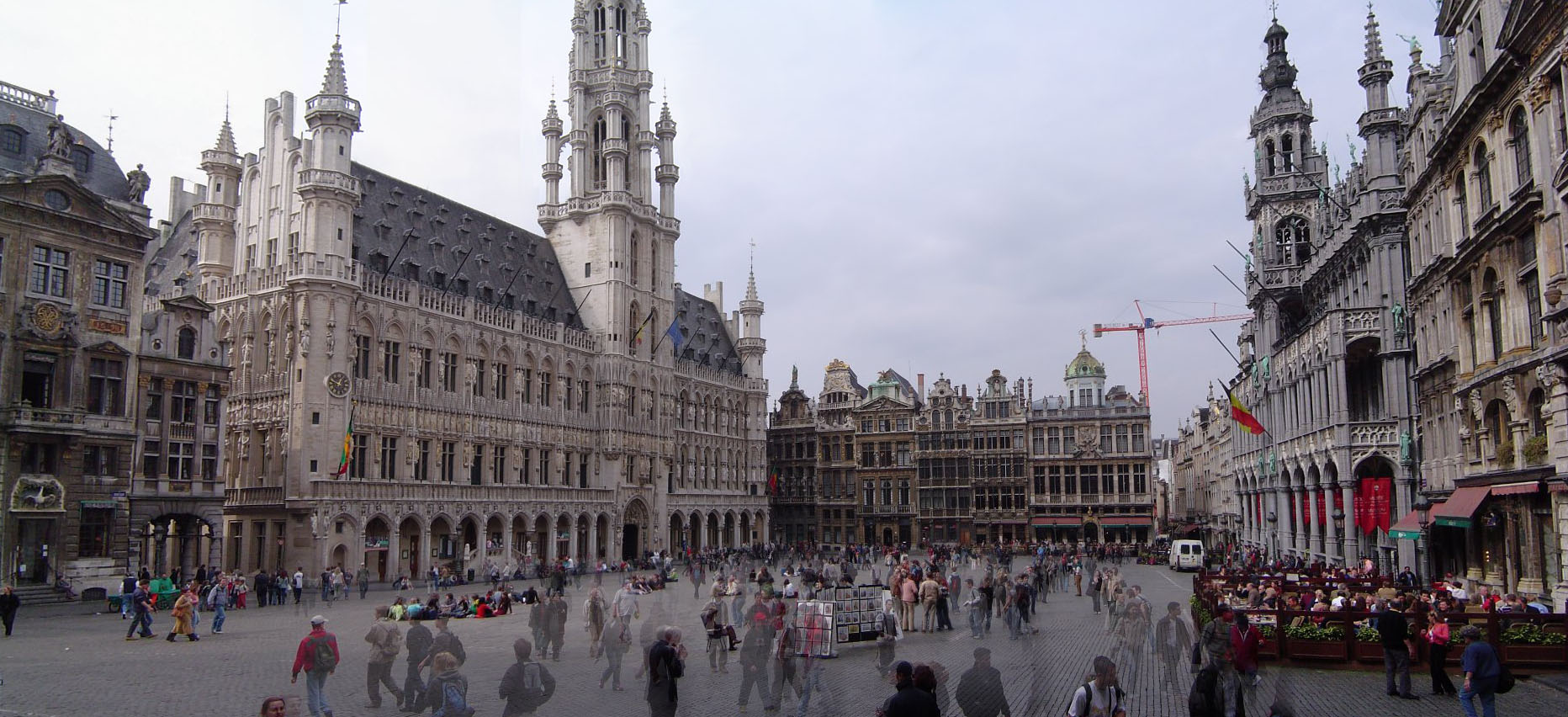
De Grote Markt van Brussel.

De kanonnen van Bagdad is een spionageroman van auteur Gérard de Villiers en het 100e deel uit de S.A.S.-reeks met als protagonist de Oostenrijkse prins en freelance CIA-agent Malko Linge.

## Het verhaal
De Canadese wetenschapper George Bear ontwikkelt voor de Irakezen een superkanon waarmee het hele Midden-Oosten kan worden aangevallen, inclusief Israël. De benodigde componenten worden over de gehele wereld in het geheim aangekocht.
In het noorden van Irak wordt het kanon geïnstalleerd in een uitgegraven berg, zodat het niet met satellieten ontdekt kan worden door vijandige mogendheden.
In de haven van Rotterdam komt de CIA enige componenten van het wapentuig op het spoor. Het spoor leidt naar George Bear die, nadat het project was afgerond, in Brussel is neergestreken.

## Waargebeurde feiten
Het fictieve verhaal is gebaseerd op de Canadese wetenschapper Gerald Vincent Bull, die een superkanon voor de Irakezen ontwikkelde. Het project had de codenaam Project Babylon. Bull werd in 1990, mogelijk door een Israëlisch Kidon-team van de Mossad of een geheime dienst van een ander land, in Brussel vermoord.

## Personages
- Malko Linge, een Oostenrijkse prins en CIA-agent;
- Alexandra Vogel, de eeuwige verloofde van Malko;
- Mandy Brown, een mannenverslindster met als bijnaam Mandy de slet;
- Nesrin Zilli, een Israëlische geheim agente en verbonden aan de Mossad;